# Ayolas (Paraguay)
Ayolas es una localidad paraguaya ubicada en el departamento de Misiones, ubicado a 305 km de Asunción, en las orillas del río Paraná.

## Toponimia
Ciudad que lleva su nombre en honor a Juan de Ayolas, segundo de Pedro de Mendoza.
Juan de Ayolas fundó el puerto La Candelaria, actual Fuerte Olimpo, sobre el río Paraguay.
Se cree que fue muerto por indios chaqueños, porque desapareció y nunca más se supo de él.
Antes de llamarse Ayolas, esta localidad era conocida como paraje San Josemí, de acuerdo con el decreto de fundación que establecía que Ayolas debía fundarse en Corateí, pero que debido a que los fundadores han encontrado que Corateý era un lugar desolado, han resuelto fundar Ayolas en el paraje San Josemí que era un puerto jesuítico, y contaba con cierta cantidad de población, tenía un templo, plaza y reunía más condición que la de Corateí. Por ese motivo la aldea de Ayolas fue fundada en San José Mí y no en Corateí.

## Historia
Ayolas fue fundada el 12 de septiembre de 1899, por republicanos de Santiago Misiones.
El 4 de noviembre de 1901, durante el Gobierno de Emilio Aceval Marín, siendo Guillermo de los Ríos ministro del Interior, se fijaron sus límites.
En Ayolas está ubicada la Entidad Binacional Yacyretá.
En época de la construcción de la represa, se organizó la ciudad de manera que los trabajadores tuvieran sus viviendas en Ayolas Mil Viviendas y la Villa Permanente.
El complejo habitacional compuesto por Mil Viviendas fue dividido en dos grupos que en ese tiempo se llamaba "Campamento Permanente Núcleo 1 y Núcleo 2", viviendas en las que fueron ubicados a los obreros y en la Villa Permanente fueron ubicados a los funcionarios de rango superior, técnicos y profesionales, ingenieros y otros profesionales.
El distrito es famoso por la pesca y en especial la pesca del dorado.
Luego de la culminación de la central hidroeléctrica Yacyretá se lo promociona como atractivo turístico de la zona. 
Actualmente es visitado por miles de turistas del país y el mundo cada año.

## Geografía
Ayolas se encuentra en el sur del país, cerca de los pueblos de Santiago de las Misiones, San Juan Bautista y San Ignacio. Era un pueblo pescador y sencillo, que se ha transformado completamente con la construcción de la Hidroeléctrica Yacyretá, con modernas infraestructuras, que lo convierten en la ciudad más moderna del departamento de Misiones. La playa de Corateí, con sus blancas arenas, es muy visitada por los turistas, en épocas estivales, en la misma se practican deportes acuáticos.
En verano, la temperatura máxima es de 41 °C, la mínima en invierno, generalmente es de 0 °C. La media anual es de 21 °C. En cuanto a sismicidad, la región responde a las subfallas «del río Paraná», y «del río Uruguay», con sismicidad baja. Su última expresión se produjo con el temblor de Ituzaingó de 2009, con 3,5.
Las Defensa Civil deben advertir sobre escuchar y obedecer acerca de tormentas severas, poco periódicas, y la baja sismicidad, con silencio sísmico de 15 años por las «subfalla del río Paraná» y la del «río Uruguay»

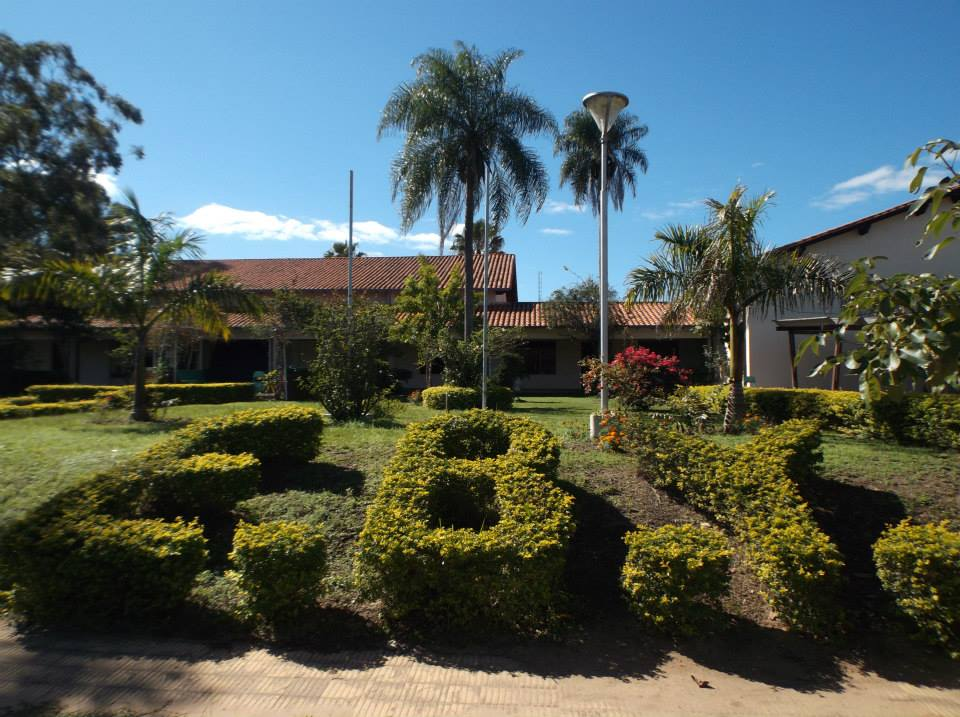
Sede de la Entidad Binacional Yacyretá.

A 18 km de la Villa Permanente de Ayolas, se encuentra una superficie de 100 ha, donde se albergan diversas especies animales en condiciones de supervivencia y reproducción, en el Refugio de Atinguy. Este refugio es mantenido por la Entidad Binacional Yacyretá, desde 1982. Se hacen visitas guiadas por senderos especialmente trazados. Los animales nativos propios del área de influencia de la represa son protegidos con la finalidad de divulgar y desarrollar los programas de cría en cautiverio de especies con problemas de conservación.

## Demografía
Ayolas cuenta con una población de 17 337 habitantes, según datos oficiales provistos por el censo paraguayo de 2022.

## Economía

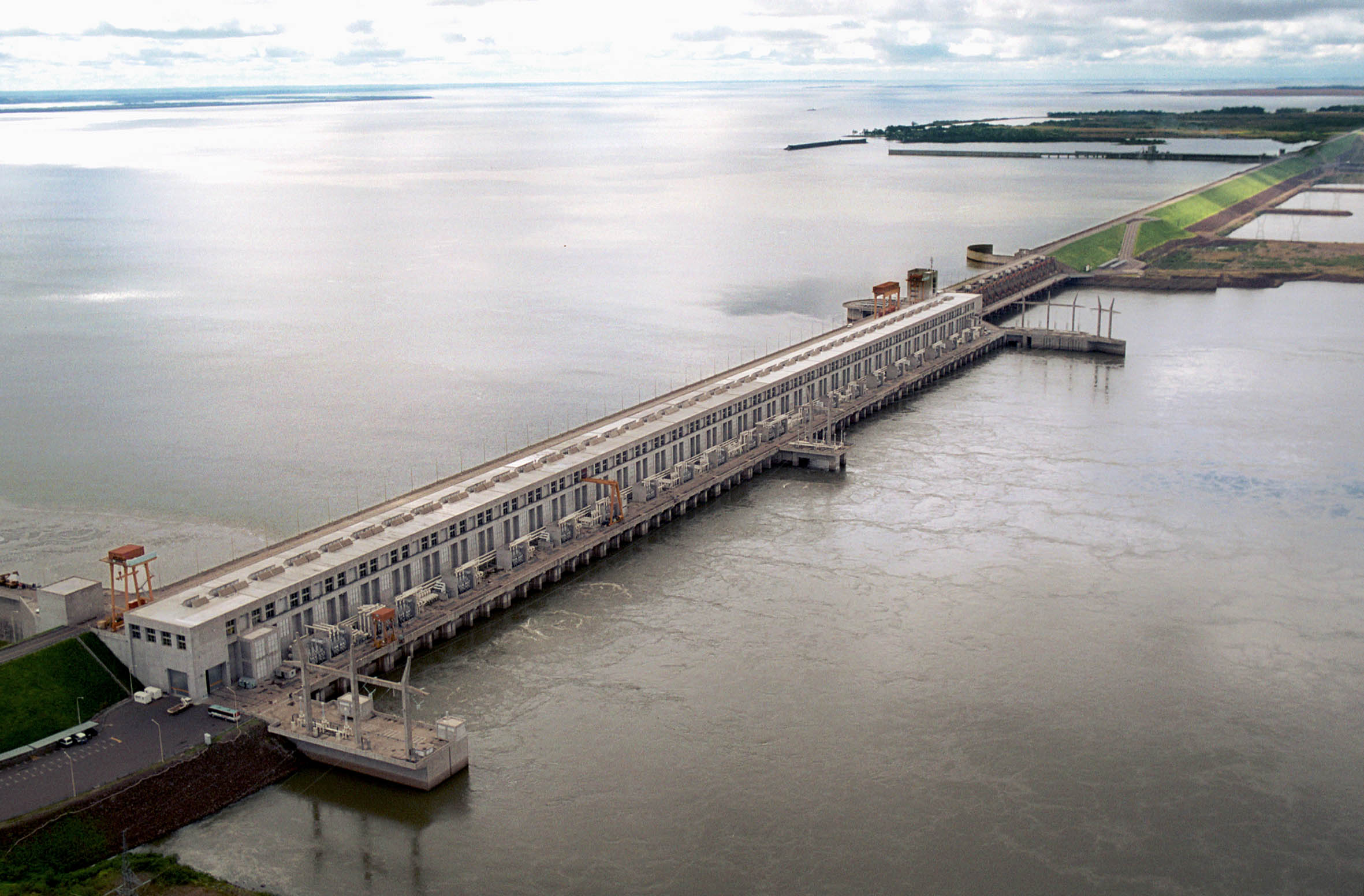
Represa de Yacyretá.

Los ayolenses se dedican a la ganadería, el comercio, el turismo y a la pesca. Siendo la pesca, la actividad característica, por la cual se conoce la ciudad. Aunque debido a la construcción de la "Represa Binacional Yacyreta", trabajar en esta, se ha convertido en una de las principales fuentes de trabajo e ingresos para la población de Ayolas que crece alrededor de ella.
En cercanías del pueblo se encuentra la represa hidroeléctrica de Yacyretá, "país de la luna" por su situación cerca de una isla la cual conviven ecosistemas únicos en el Paraguay. Se destacan el bosque de Arary y los amplios médanos con claras lagunas. Esta represa dio lugar a muchos puestos de trabajo en el pueblo y en los alrededores, es obra de paraguayos y argentinos.

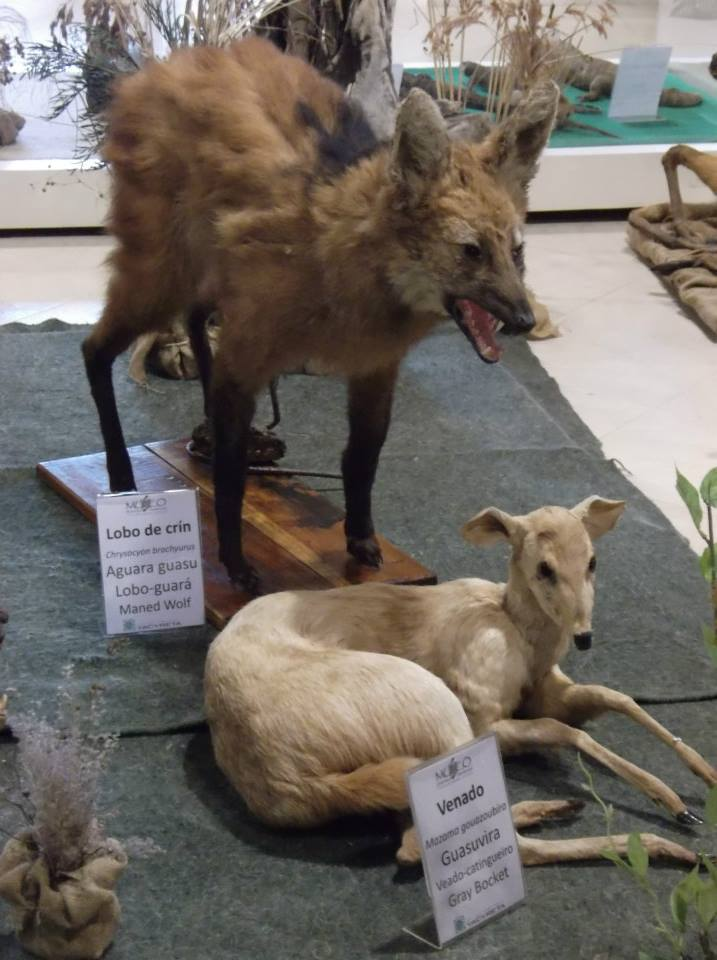
Especímenes de animales autóctonos en el Museo de Yacyretá.

## Cultura
En Ayolas hay un Museo Arqueológico con objetos hallados en la zona, como urnas funerarias de los indígenas de la región, además muestras de las especies animales y vegetales.
Los Clubes sociales que facilitan la práctica de todo tipo de deportes, incluyendo: futbol de campo, de playa, vóley, tenis, paddle, atletismo, natación y danza, entre otros deportes.
El distrito es famoso por la realización anual de la "Fiesta nacional del Dorado. En la Iglesia de San José-mí, hay una Virgen María, rellena de paja, que data de época de los jesuitas. En septiembre se celebra el Festival del Arary, que tiene como sede el Teatro de las Mil Viviendas, en dichas fiestas actúan grandes artistas locales, nacionales e internacionales.